# Élections législatives islandaises de 1949
Les élections législatives islandaises de 1949 ont lieu les 23 et 24 octobre 1949.

## Résultats
| Partis                   | Partis                                            | Voix   | %     | +/−  | Sièges par chambre | Sièges par chambre | Sièges par chambre | Sièges par chambre |
| Partis                   | Partis                                            | Voix   | %     | +/−  | Basse              | +/−                | Haute              | +/−                |
| ------------------------ | ------------------------------------------------- | ------ | ----- | ---- | ------------------ | ------------------ | ------------------ | ------------------ |
|                          | Parti de l'indépendance (D)                       | 28 546 | 39,53 | 0,03 | 13                 | en stagnation      | 6                  | 1                  |
|                          | Parti du progrès (B)                              | 17 659 | 24,45 | 1,39 | 11                 | 2                  | 6                  | 2                  |
|                          | Parti de l'unité du peuple - Parti socialiste (C) | 14 077 | 19,49 | 0,01 | 6                  | 1                  | 3                  | en stagnation      |
|                          | Parti social-démocrate (A)                        | 11 937 | 16,53 | 1,28 | 5                  | 1                  | 2                  | 1                  |
|                          |                                                   |        |       |      |                    |                    |                    |                    |
| Votes valides            | Votes valides                                     | 72 219 | 98,35 |      |                    |                    |                    |                    |
| Votes blancs et nuls     | Votes blancs et nuls                              | 1 213  | 1,65  |      |                    |                    |                    |                    |
| Total                    | Total                                             | 73 432 | 100   | –    | 35                 | en stagnation      | 17                 | en stagnation      |
| Abstentions              | Abstentions                                       | 9 049  | 10,97 |      |                    |                    |                    |                    |
| Inscrits / participation | Inscrits / participation                          | 82 481 | 89,03 |      |                    |                    |                    |                    |